# Antinazistische Deutsche Volksfront
Die Antinazistische Deutsche Volksfront (ADV) war eine antifaschistische Widerstandsgruppe im Raum München.
Die Gruppe konstituierte sich 1937 (ohne sich zunächst einen Namen zu geben) um die beiden Arbeiter Rupert Huber und Karl Zimmet, welche vor 1933 beide der linkskatholischen Christlich-Sozialen Reichspartei (CSRP) bzw. in Zimmets Fall der KPD angehört hatten. Die beiden begannen Flugblätter zu produzieren und zu verteilen, welche sich zunächst schwerpunktmäßig gegen die deutsche Kriegsvorbereitung und die Unterstützung Francos im Spanischen Bürgerkrieg richteten. Nach und nach zogen Huber und Zimmet weitere ehemalige CSRP- und KPD-Mitglieder wie das Ehepaar Emma und Hans Hutzelmann und später weitere Aktive, im Wesentlichen Industriearbeiter, hinzu. Die illegalen Aktivitäten der Gruppe, welche sich nun den Namen Antinazistische Deutsche Volksfront gab, wurde ab dem Krieg gegen die Sowjetunion 1941 intensiviert. Insgesamt wurden zwischen 1941 und Ende 1943 zwölf Flugschriften und zwei Ausgaben der Zeitung Der Wecker produziert. Inhaltlich sprach sich die Gruppe für die sofortige Beendigung des Krieges, die Sammlung aller Antifaschisten und die Verständigung mit den anderen Völkern Europas, hierbei vor allem dem Russischen Volk aus. Eine Revolution sollte, wie 1918 die Novemberrevolution, dem Krieg und seinen Trägern ein Ende bereiten.
Ab Sommer 1943 kam mit der Unterstützung der Brüderlichen Zusammenarbeit der Kriegsgefangenen (BSW) ein neuer Aspekt zur Arbeit der ADV hinzu. Die Gruppe versorgte sowjetische Kriegsgefangene und Zwangsarbeiter mit Nahrungsmitteln, Kleidung, Papieren und Informationen. Die ADV verschaffte der BSW Waffen und Munition, welche im Aufstandsfall oder beim Herannahen alliierter Streitkräfte zum Einsatz kommen sollten.
Nach der Zerschlagung der BSW Ende 1943 kam die Gestapo auch der ADV auf die Spur und verhaftete ab Januar 1944 einen großen Teil der Mitglieder der Gruppe. Die meisten Leitungsmitglieder der Organisation wurden im Dezember 1944 vom Volksgerichtshof zum Tode verurteilt und wenig später hingerichtet. Lediglich Zimmet, der sich nach der Verhaftung erfolgreich als Geisteskranker ausgegeben hatte, überlebte die Zeit des Nationalsozialismus.